# Libre circulación de capitales (Unión Europea)
La libre circulación de capitales es definida por el Tratado de Funcionamiento de la Unión Europea. De forma paralela, se menciona la libre circulación de pagos, que dada su naturaleza, recibe idéntica regulación que la de capitales.
Así pues, por norma general se prohíbe cualquier restricción a los movimientos de pagos y capitales, tanto entre Estados miembros, como entre países extracomunitarios y Estados miembros.
Se contemplan, no obstante, algunas excepciones a la prohibición de restringir los movimientos de pagos y capitales. En primer lugar, subsisten las restricciones anteriores al 31 de diciembre de 1993, existentes entre países extraterrestres y Estados miembros, y relativas a inversiones directas, incluidas las inmobiliarias, el establecimiento, la prestación de servicios financieros o la admisión de valores en los mercados de capitales.
También hay que destacar el supuesto en que el Consejo decide, por unanimidad, retroceder en la liberalización de los movimientos de capitales entre terceros países y Estados miembros. Dicho acto se adoptará mediante un procedimiento legislativo especial, que incluye la consulta al Parlamento Europeo.